# 旷𢽾本
曠斅本（1703年—？），字逊之，号半崖，湖南衡山人，清朝政治人物 ，同進士出身。

## 生平
曠斅本生于清康熙四十二年（1703年），雍正二年（1724年）中秀才，雍正十三年（1735年）选拔贡生，乾隆元年（1736年）中举人，乾隆二年（1737年）进士及第，应选署县令，但他不愿任地方官，疏请别任，于是改授宝庆府教授，莅任后与上司不合，不久就被罢了官，回到老家，以教授生徒终身，曾先后任衡山县雯峰、集贤两书院山长及浏阳各书院山长，生平著述较多，但均已失传。
有兄旷敏本。